# Creature dagli abissi
Creature dagli abissi è un film horror fantascientifico del 1994 scritto e diretto da Alvaro Passeri (con lo pseudonimo di Al Passeri) e conosciuto anche col titolo Plankton. La regia del film è talvolta erroneamente attribuita a Massimiliano Cerchi.

## Trama
Un gruppo di ragazzi dispersi in mare trova rifugio in una nave apparentemente deserta. L'imbarcazione ospita un bizzarro laboratorio scientifico in cui sono custoditi dei pesci ibernati. I ragazzi verranno contaminati da una sostanza misteriosa e cominceranno a mutare in mostruosi ibridi fra l'umano e l'anfibio.

## Produzione
Tutti gli interni, le sequenze sulla barca e parte degli esterni sul mare sono stati girati a Roma, nei teatri di posa di proprietà del regista Alvaro Passeri.

## Distribuzione
Negli Stati Uniti è stato distribuito su DVD col titolo Creatures from the Abyss.

## Critica
Fantafilm lo definisce un "rozzo fantahorror [...] che condisce situazioni prese a caso da varie pellicole del filone sulle metamorfosi [...] con lo splatter all'italiana più dozzinale e raccapricciante."